# Equilibrio idrostatico
Nella meccanica del continuo, l'equilibrio idrostatico è la condizione di un fluido che si trovi in ogni suo punto in una condizione di inerzia. In ogni suo punto le eventuali forze esterne devono, cioè, essere annullate dalle forze di gradiente della pressione.
Nell'atmosfera terrestre, ad esempio, la pressione dell'aria diminuisce con l'aumento dell'altitudine e gli strati inferiori sono quindi soggetti a una forza diretta verso l'alto, denominata forza di gradiente, che tende a equilibrare la pressione degli strati contigui. La forza di gravità, d'altra parte, si contrappone alla forza di gradiente, mantenendo l'atmosfera legata alla Terra e costringendo gli strati atmosferici più bassi a una pressione maggiore. Senza la forza di gradiente, l'atmosfera collasserebbe ad un involucro molto più sottile intorno alla Terra, e senza la forza di gravità, la forza di gradiente diffonderebbe l'atmosfera nello spazio, spingendola via via ad abbandonare il pianeta. 
Nelle stelle è l'equilibrio idrostatico che mantiene costante il volume e il diametro stellare, in quanto l'espansione data dall'energia di fusione viene contrastata dalla forza di gravità del plasma, che tende a farlo collassare. In generale l'equilibrio idrostatico è responsabile della forma sferoide o ellissoide dei corpi celesti, al netto di trascurabili imperfezioni.

## Considerazioni matematiche
Per un volume di un fluido che non è in movimento o è in movimento costante, le leggi di Newton dichiarano che deve trovarsi in equilibrio di forze. Questo equilibrio è denominato equilibrio idrostatico.
Dividendo il volume del fluido in parti e considerandone una, ci sono 3 forze che agiscono: la prima è la forza verso il basso generata dalla pressione del fluido sovrastante 
{\displaystyle F_{\mathrm {superiore} }=P_{\mathrm {superiore} }\cdot A}
dove P è la pressione e A è l'area.

La seconda è la forza verso l'alto generata dalla pressione del fluido sottostante 
{\displaystyle F_{\mathrm {inferiore} }=-P_{\mathrm {inferiore} }\cdot A}
dove il segno meno indica il verso di azione, contrario alla precedente.

Infine vi è la forza peso del volume 
{\displaystyle F_{\mathrm {peso} }=m\cdot a=G\cdot {\frac {M(r)\cdot m}{r^{2}}}=G{\frac {4}{3}}\pi r\rho (r)m}
dove ρ è la densità, a è l'accelerazione di gravità (a = g sulla superficie terrestre) e {\displaystyle V={\frac {4}{3}}\pi r^{3}} è il volume.
Nell'ultima equazione possiamo sostituire m, essendo
{\displaystyle m=A\cdot h\cdot \rho (r)}
dove h è l'altezza. La forza totale sul fluido è quindi:
{\displaystyle F_{totale}=F_{\mathrm {superiore} }+F_{\mathrm {inferiore} }+F_{\mathrm {peso} }=P_{\mathrm {superiore} }\cdot A-P_{\mathrm {inferiore} }\cdot A+G{\frac {4}{3}}\pi r\rho (r)^{2}h\cdot A}
Se come detto le forze sono in equilibrio {\displaystyle F_{\mathrm {totale} }=0}; è quindi possibile dividere per A 
{\displaystyle 0=P_{\mathrm {superiore} }-P_{\mathrm {inferiore} }+G{\frac {4}{3}}\pi r\rho (r)^{2}h}
da cui,
{\displaystyle P_{\mathrm {superiore} }-P_{\mathrm {inferiore} }=-G{\frac {4}{3}}\pi r\rho (r)^{2}h}
{\displaystyle P_{\mathrm {superiore} }-P_{\mathrm {inferiore} }} è la differenza di pressione nei due estremi dell'elemento di altezza h. Immaginiamo che il volume che stiamo studiando sia infinitesimale, cioè {\displaystyle h=dr} e {\displaystyle dm=\rho dV=\rho Adr}, possiamo allora scrivere l'equazione in forma differenziale:
{\displaystyle dP=-G{\frac {4}{3}}\pi \rho (r)^{2}rdr}
ovvero:
{\displaystyle {\frac {dP}{dr}}=-G{\frac {4}{3}}\pi \rho (r)^{2}r}
La pressione è minore verso l'alto, per cui il segno di dP/dr è negativo e la densità decresce con l'altezza.